# Retrato del doctor Félix Rey
El retrato del doctor Félix Rey es un retrato pintado por Vincent van Gogh en enero de 1889 del doctor que le atendió tras su ingreso en el hospital de Arlés, tras seccionarse una oreja con una navaja barbera. Está firmado abajo a la izquierda con gruesas letras rojas sobre la chaqueta azul: "Vincent. Arlés. 89".

## Incomprensión artística
El doctor Félix Rey, un joven médico rural, fue quien le atendió durante su ingreso del 24 de diciembre al 7 de enero. Posteriormente mantuvieron el contacto, siendo quien le suministraba la medicación prescrita. Le diagnosticó epilepsia y le recomendó dejar de fumar y beber. En agradecimiento, Vincent le regaló el retrato. El doctor lo aceptó, por cortesía y para no alterar al paciente. Años después diría que le "pareció horroroso". Ni a él ni a nadie en su casa les gustaba, siendo relegado al desván. Cuando un vidrio en el gallinero se rompió, la madre lo bajó para tapar el agujero con él. Más de diez años después, en 1900, un pintor entusiasta del trabajo de Vincent lo convenció de su valor. Aún reticentes, lo limpiaron y avisaron al marchante Ambroise Vollard, quien ofreció astutamente 50 francos. El padre del doctor encontró escandalosa tal cifra para "semejante birria", pero Rey pidió 150 francos, lo que fue aceptado para sorpresa de toda la familia. Félix Rey vivió hasta 1952 y siguió manteniendo hasta el final que van Gogh era un fraude y su fama una moda pasajera.
La mayoría de la gente de la época no comprendía su revolucionario estilo, considerando sus obras "feas". No entendían porqué no pintaba natural, tal como se veía, de manera realista. El desdén por su trabajo era compartido por el personal hospitalario, y sus otros médicos el doctor Urpar de Arlés, y  Peyron, director del asilo mental de Saint Remy de Provence, cuyo hijo utilizó los cuadros dejados en el hospital como diana para el tiro con rifle, con la única excepción de Sor Epifanía, la superiora de Saint Remy, que le pidió un cuadro para la comunidad, teniendo que rechazarlo ante la reacción de las otras monjas. Solo los Gachet, mucho más apreciativos por la formación pictórica del doctor, que dibujó al artista en su lecho de muerte, aceptaron de buen grado sus retratos. A su muerte, Theo van Gogh les ofreció algunas de las últimas obras pintadas por su hermano. El hijo de Gachet los donó al estado francés en 1952, junto a los que el propio Vincent les había regalado. 
En su despedida del doctor al irse de Arlés, ofreció a Rey un paisaje pero este, temiendo la burla familiar, lo rehusó y ante Vincent lo ofreció a un mozo de cordel del hospital que pasaba, contestando el empleado "que haría él con ese adefesio?", lo que resultó muy humillante para el pintor, que pensaba que las gentes sencillas e ignorantes entenderían intuitivamente su arte.

## El retrato
El retrato es uno de los mejores del artista. La figura se recorta contra un fondo decorativo que recuerda a los de la serie La berceuse y que evocaba las estampas japonesas. Vuelve a recurrir a los tonos contrastantes y el contorno en negro, pero destacando la mirada profunda del médico y su gesto, pues Vincent siempre remarcaba la personalidad del retratado, siguiendo a sus admirados maestros holandeses barrocos.
En 1908 fue adquirido por la galería Casserier en Berlín y después por la galería Druet de París. Allí fue comprado por el coleccionista Stchoukine por 4.600 francos. Durante la Revolución de 1917 fue confiscado e incorporado al Museo de Arte Moderno de Moscú. El retrato se exhibe actualmente en el Museo Pushkin de Moscú.